# 澳大利亞國際事務研究所
澳大利亞國際事務研究所（Australian Institute for International Affairs，AIIA）成立於1924年，是一個獨立非營利的研究機構，宗旨為促進政府、媒體、大眾等對國際事務的了解和興趣，同英國皇家國際事務研究所等智庫保持聯繫。澳大利亞國際事務研究所在2011年全球智库排名报告中，在亚洲排名前30强智库。